# Petite-Vallée
Petite-Vallée es un municipio canadiense situado en la provincia de Quebec.

## Superficie
Petite-Vallée tiene una superficie de 39,9 km².

## Demografía
En 2021, tenía 157 habitantes, una densidad poblacional de 3,9 hab./km², y 98 viviendas.